# Processo GTL
La sigla GTL (in inglese Gas to liquids, ossia "[da] gas a liquidi") indica un processo di raffineria per convertire gas naturale o altri idrocarburi gassosi in idrocarburi a catena più lunga come la benzina o il combustibile diesel. I gas ricchi di metano sono convertiti in combustibili sintetici mediante conversione diretta, usando il nuovo processo non catalitico da gas a liquidi GasTechno® che converte il metano in metanolo in un solo stadio. Oppure mediante il syngas (gas di sintesi) come prodotto intermedio, ad esempio usando i processi Fischer Tropsch o Mobil.

## Processo Fischer-Tropsch

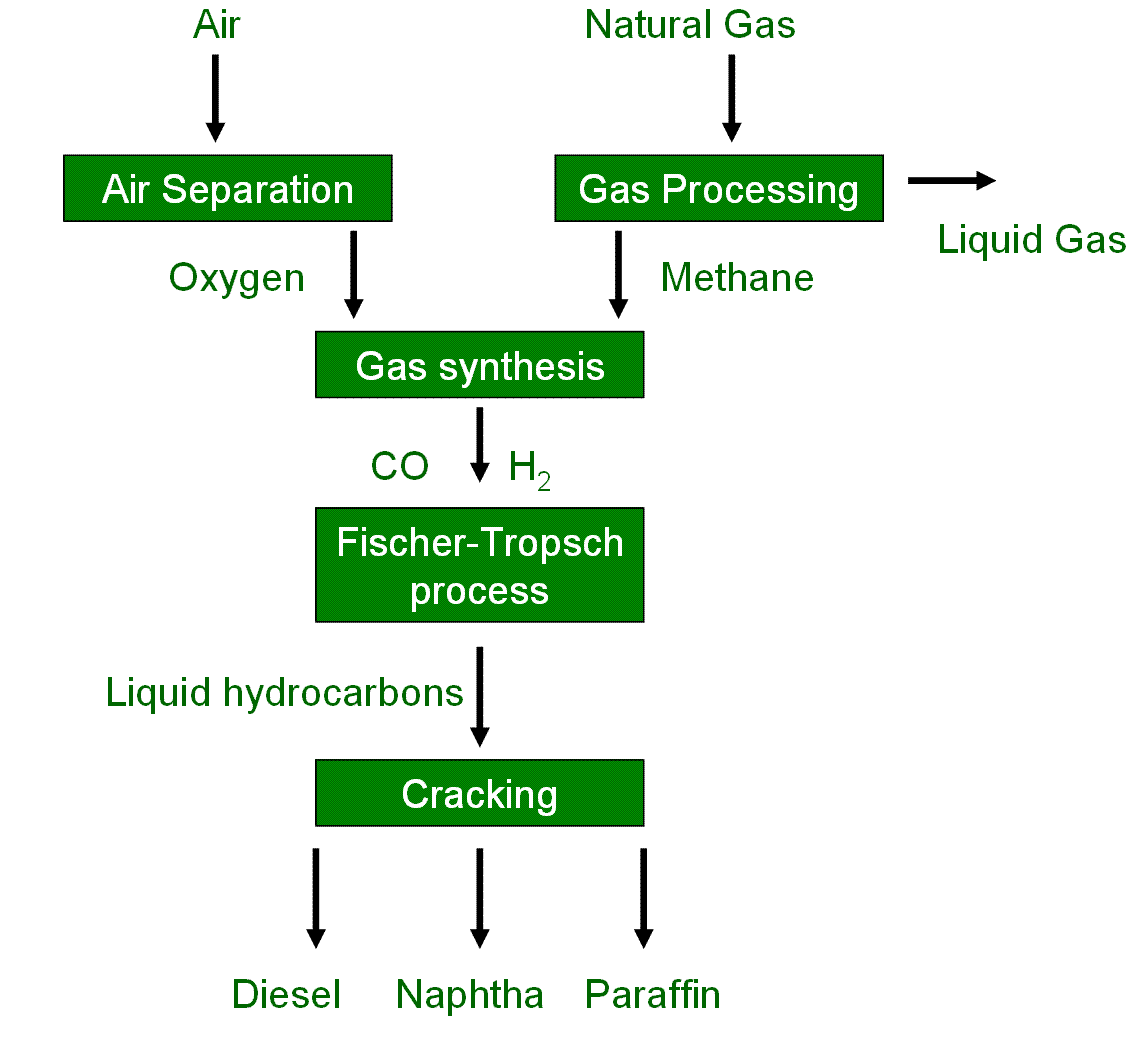
Il processo GTL che utilizza il metodo Fischer-Tropsch

Questo metodo inizia con l'ossidazione parziale del metano (gas naturale) ad anidride carbonica, monossido di carbonio, idrogeno e acqua; il rapporto tra monossido di carbonio (CO) e idrogeno (H2) è aggiustato usando la reazione di spostamento del gas d'acqua, mentre l'eccesso di anidride carbonica è eliminato mediante soluzioni acquose di alcanolamine (o solventi fisici); infine si elimina l'acqua, producendo il gas di sintesi (syngas). Quest'ultimo è fatto reagire su un catalizzatore di ferro o di cobalto per produrre idrocarburi liquidi o altri sottoprodotti. L'ossigeno è fornito da un'unità criogenica di frazionamento dell'aria.

## Processo MTG
Un processo alternativo, chiamato Methanol to Gasoline ("metanolo a benzina", MTG), incomincia mediante la conversione del gas naturale a syngas e la successiva conversione di questo a metanolo, che è successivamente polimerizzato in alcani su un catalizzatore di zeolite. Fu sviluppato dalla Mobil all'inizio degli anni 1970.
Il metanolo è ricavato dal metano (gas naturale) in una serie di tre reazioni:
1. Reforming con vapore: CH4 + H2O → CO + 3 H2    ΔrH = +206 kJ mol−1
2. Spostamento del gas d'acqua: CO + H2O → CO2 + H2    ΔrH = -41 kJ mol−1
3. Sintesi: 2 H2 + CO → CH3OH    ΔrH = -92 kJ mol−1

Il metanolo così formato può essere convertito a benzina dal processo Mobil. Dapprima il metanolo è disidratato per ottenere etere dimetilico:
2 CH3OH → CH3OCH3 + H2O
Questo è poi ulteriormente disidratato su un catalizzatore di zeolite, ZSM-5, per ottenere una benzina con l'80% (in peso in base ai componenti organici nel vapore del prodotto) di prodotti idrocarburi con C5+.
Con il tempo lo ZSM-5 è disattivato da un accumulo di carbonio ("cokizzazione") nella conversione del metanolo a benzina. Il catalizzatore può essere riattivato rimuovendo il coke con un getto di aria rovente (500 °C); tuttavia, il numero di cicli di riattivazione è limitato.

## Processo STG+
Un terzo processo gas a liquidi, chiamato Syngas to gasoline plus ("syngas a benzina più", STG+), si basa sulla tecnologia MTG convertendo il syngas derivato dal gas naturale direttamente in benzina e aviocarburante immediatamente utilizzabili (carburanti drop-in) attraverso un processo termochimico a ciclo singolo.
Il processo STG+ segue quattro stadi principali in un unico ciclo a processo continuo. Questo processo consiste di quattro reattori a letto fisso in serie nei quali un syngas è convertito in carburanti sintetici. Gli stadi per produrre benzina sintetica ad alti ottani sono i seguenti:
1. Sintesi del metanolo: il syngas è fornito al Reattore 1, il primo dei quattro reattori, che converte la maggior parte del syngas (CO e H2) in metanolo (CH3OH) quando passa attraverso il letto catalizzatore.
2. Sintesi dell'etere dimetilico (DME): il gas ricco di metanolo del Reattore 1 è poi fornito al Reattore 2, il secondo reattore STG+. Il metanolo è esposto a un catalizzatore e gran parte è convertita in DME, il che implica la disidratazione del metanolo per formare DME (CH3OCH3).
3. Sintesi della benzina: il gas prodotto dal Reattore 2 è quindi fornito al Reattore 3, che contiene il catalizzatore per la conversione del DME in idrocarburi comprese le paraffine (alcani), gli aromatici, i nafteni (cicloalcani e piccole quantità di olefine (alcheni), per la maggior parte da C6 (numero di aromi di carbonio nella molecola dell'idrocarburo) a C10.
4. Trattamento della benzina: il quarto reattore fornisce il trattamento di transalchilazione e idrogenazione ai prodotti che vengono dal Reattore 3. Il  trattamento riduce i componenti del durene (tetrametilbenzene)/isodurene e del trimetilbenzene che hanno punti di congelamento elevati e devono essere minimizzati nell benzina. Come risultato, il prodotto della benzina sintetica ha alti ottani e proprietà viscometriche desirabili.
5. Separatore: infine, la miscela del Reattore 4 è condensata per ottenere benzina. Il gas e la benzina non condensati sono separati in un condensatore/separatore convenzionale. La maggior parte del gas non condensato proveniente dal separatore del prodotto diventa gas riciclato ed è rimandato al flusso di alimentazione al Reattore 1, lasciando il prodotto della benzina sintetica composto da paraffine, aromatici e nafteni.

La società Primus Green Energy, specializzata in combustibili alternativi, sviluppò la tecnologia STG+ ed è attualmente l'unica società che utilizza questo processo. La Bechtel Hydrocarbon Technology Solutions, Inc., il braccio per le licenze di tecnologie e le consulenze di processo della Bechtel Corp., sta conducendo lo sviluppo di progetti per uno stabilimento commerciale che utilizzerà il processo STG+.

## Usi commerciali
1. Il processo GTL può essere usato dalle compagnie di raffinazione per convertire i prodotti di rifiuto gassosi (gas bruciato in fiaccola) in pregiati oli combustibili che possono essere semplicemente sfruttati in quanto tali o ulteriormente raffinati mescolandoli con combustibile diesel.
2. Può inoltre essere usato per l'estrazione economica di depositi di gas in località dove non è economico costruire una conduttura.

All'altro capo della scala ad es. rispetto all'impianto Pearl GTL della Shell in Qatar, l'uso di reattori con microcanali si dimostra promettente per la conversione di gas di tipo non convenzionale, remoto e problematico in combustibili liquidi pregiati. Gli stabilimenti GTL basati su reattori con microcanali sono notevolmente più piccoli di quelli che usano reattori convenzionali a letto fisso o a fondo fangoso, consentendo stabilimenti modulari che possono essere allestiti in modo efficiente dal punto di vista dei costi in località remote e su campi più piccoli di quanto è possibile con i sistemi concorrenti.
Il 1º febbraio 2008, un Airbus A380 fece un volo di collaudo di tre ore tra Gran Bretagna e Francia, con uno dei quattro motori Rolls-Royce Trent 900 dell'A380 che usava una miscela con il 60% di normale cherosene per aviogetti e il 40% di combustibile "gas a liquidi" fornito dalla Shell. Il motore dell'aeroplano non ebbe bisogno di alcuna modifica per usare il combustibile GTL, che era progettato per mescolarsi con normale aviocarburante. Sebastien Remy, capo del programma combustibili alternativi dell'Airbus SAS, disse che il GTL usato non era affatto più pulito in termini di CO2 del combustibile normale, ma portava benefici per la qualità dell'aria locale, perché la porzione di GTL non contiene zolfo.
Il 12 ottobre 2009, un Airbus A340-600 della  Qatar Airways effettuò il primo volo passeggeri commerciale usando una miscela di cherosene e di combustibile sintetico GTL nel suo volo dall'Aeroporto di Londra-Gatwick a Doha.
Un'altra soluzione proposta è di usare una nuova unità galleggiante di produzione, stoccaggio e scarico (Floating Production Storage and Offloading, FPSO) per la conversione in alto mare di gas a liquidi (metanolo, gasolio, benzina, greggio sintetico e nafta).
La compagnia petrolifera brasiliana Petrobras ha ordinato due piccoli impianti sperimentali per la produzione di GTL destinati ad essere collocati presso campi petroliferi in alto mare troppo lontani o troppo profondi per giustificare gasdotti fino a uno stabilimento GTL sulla costa. Nel gennaio 2012 il Centro di ricerca e sviluppo Cenpes della Petrobras approvò l'allestimento commerciale della tecnologia fornita dalla società di gas a liquidi CompactGTL, con sede nel Regno Unito. La Petrobras sta valutando la tecnologia del reattore a microcanale fornita dalla  Velocys.
La Banca Mondiale stima che oltre 150 miliardi di metri cubi di gas sono bruciati o dispersi annualmente, una quantità del valore approssimativo di 30,6 miliardi di dollari, equivalente al 25 per cento del consumo di gas degli Stati Uniti o al  30% del consumo di gas dell'Unione europea per anno, una risorsa che potrebbe essere utile usando il GTL.